# ويتني نورث سايمور
ويتني نورث سايمور (بالإنجليزية: Whitney North Seymour)‏ هو محامي وسياسي أمريكي، ولد في 4 يناير 1901، وتوفي في 21 مايو 1983 في نيويورك في الولايات المتحدة. حزبياً، نشط في الحزب الجمهوري.